# Pseudomaenas anguinata
Pseudomaenas anguinata är en fjärilsart som beskrevs av Felder och Alois Friedrich Rogenhofer 1874. Pseudomaenas anguinata ingår i släktet Pseudomaenas och familjen mätare. Inga underarter finns listade.